# Hind Azouz
Hind Azouz (también escrito Azzuz; Túnez, 18 de agosto de 1926-8 de febrero de 2015) fue una escritora y productora de radio tunecina.

## Trayectoria
Azouz tuvo formación autodidacta. Discípula de Zoubeida Bchir y Najiya Thamir, está reconocida como pionera en el campo de la radiodifusión. Empleada en Radio Tunis como locutora, también lideró cómo productora el departamento de proyectos literarios.
Publicó varios relatos en diversas publicaciones, como al-Hayah al-thaqafiya, al-Fikr, Qisas, al-Idha'la, al-Mar'la, al-Tarbiya al-shamila, al-'Amal o al-Sabah. Algunos de estos relatos aparecieron en la recopilación Fi-l-darb-al-tawil, de 1969, que incluye también piezas de teatro y literatura infantil. Sus escritos hablan de temas de interés de las mujeres de clase media de su país, incluyendo tópicos controvertidos como el control de natalidad o el aborto.
Fue miembro de la Unión de Escritores de Túnez, y secretaria de la sección femenina de la Agrupación Constitucional Democrática.